# Pseudobarbella
Pseudobarbella là một chi rêu trong họ Meteoriaceae.